# Rabaulichthys
Rabaulichthys es un género de peces de la familia Anthiadidae. Fue descrito por el australiano Gerald R. Allen en 1984.

## Especies
- Rabaulichthys altipinnis Allen, 1984
- Rabaulichthys squirei Randall y Walsh, 2010
- Rabaulichthys stigmaticus Randall y Pyle, 1989
- Rabaulichthys suzukii Masuda y Randall, 2001